# Punktesalat
Punktesalat ist ein Kartenspiel von den Autoren Molly Johnson, Robert Melvin und Shawn Stankewich. Es wurde 2019 unter dem Originaltitel Point Salad bei dem amerikanischen Verlag Alderac Entertainment Group (AEG) veröffentlicht, in Deutschland wird es von Pegasus Spiele vertrieben.

## Thema und Ausstattung
Punktesalat ist ein einfaches Kartenspiel, das über mehrere Runden gespielt wird. Es geht darum, durch das Sammeln von Wertungs- und passenden Gemüsekarten möglichst viele Punkte zu generieren.
Das Spielmaterial besteht aus 108 doppelseitig bebilderten Karten. Auf der einen Seite ist jeweils eine Gemüsesorte abgebildet, auf der anderen Seite befindet sich eine Punkte-Wertung für Gemüsekombinationen. Es gibt 6 verschiedene Gemüsearten (Zwiebel, Paprika, Spinat, Kohl, Tomaten und Karotten) in 6 unterschiedlichen Farben (Pink, Gelb, Grün, Violett, Rot und Orange). Die Punkte-Wertungen sind dagegen sehr unterschiedlich und jede kommt nur einmal vor.

## Spielweise
Zu Beginn des Spiels werden die 108 Karten gemischt und in drei gleich große Stapel aufgeteilt. Bei weniger als 6 Mitspielern wird die Anzahl der Karten entsprechend der Regeln reduziert. Die Stapel werden mit der Punkteseite nach oben in die Mitte des Tisches platziert und von jedem dieser Stapel werden jeweils zwei Karten umgedreht und als „Markt“ unterhalb des Stapels ausgelegt.
Das Spiel wird im Uhrzeigersinn gespielt. Beginnend mit einem Startspieler dürfen die Mitspieler in ihrem Zug entweder zwei der sechs Gemüsekarten oder eine der drei Punktekarten aus dem offenen Angebot nehmen und vor sich ablegen. Optional darf der Spieler einmal in seinem Zug eine Punktekarte aus seiner Ablage zu einer Gemüsekarte umdrehen, aber niemals andersrum. Danach ist der Spielzug beendet. Frei gewordene Gemüse-Plätze werden gegebenenfalls wieder aufgefüllt, bevor der nächste Spieler an der Reihe ist.
Das Spiel endet, wenn alle Karten gezogen wurden. Danach werden die einzelnen Wertungskarten anhand der ausliegenden Gemüsesorten abgerechnet und der Spieler mit den meisten Punkten gewinnt das Spiel.

## Ausgaben und Rezeptionen
Das Spiel Point Salad wurde von einem Team aus Molly Johnson, Robert Melvin und Shawn Stankewich entwickelt und 2019 bei dem Spieleverlag Alderac Entertainment Group (AEG) veröffentlicht. Es erschien im gleichen Jahr auf Koreanisch bei  Mandoo Games und auf Niederländisch bei White Goblin Games. 2020 wurde es von mehreren weiteren Verlagen auf Spanisch (Devir), Thailändisch (Siam Board Games), Russisch (Hobby World), Polnisch (Bard Centrum Gier), Italienisch (Devir), Portugiesisch (ebenfalls Devir), Ungarisch (Reflexshop), Griechisch (Kaissa Chess & Games), Französisch (Gigamic), Tschechisch (MINDOK) und Chinesisch (Broadway Toys LTD). Auf Deutsch erschien es ebenfalls 2020 und wurde von Pegasus Spiele veröffentlicht.
Das Spiel wurde 2020 zusammen mit Menara und Wettlauf nach El Dorado beim Niederländischen Spielepreis 2020 nominiert und als Familienspiel des Jahres ausgezeichnet, zudem gewann es beim amerikanischen Origins Award 2020 den Titel als bestes Kartenspiel.

## Belege
1. 1 2 3 4  Spielanleitung Punktesalat, Pegasus Spiele 2020.
2. 1 2  Versionen von Punktesalat in der Spieledatenbank BoardGameGeek (englisch); abgerufen am 19. Februar 2021.
3. ↑  Winnaars Nederlandse Spellenprijs 2020 auf denederlandsespellenprijs.nl, 7. November 2020; abgerufen am 19. Februar 2021.
4. ↑  Origins 2020 Award Winners auf Dice Tower News, 6. November 2020; abgerufen am 19. Februar 2021.